# Stefan Jansen
Stefan Jansen (* 4. Juli 1972 in Veghel) ist ein ehemaliger niederländischer Fußballspieler.

## Karriere

### Verein
Jansen wechselte zur Saison 1990/91 zum Erstligisten Roda JC Kerkrade. Im September 1990 debütierte er für Roda in der Eredivisie. In drei Spielzeiten in Kerkrade kam er zu 46 Einsätzen in der höchsten niederländischen Spielklasse, in denen er sieben Tore erzielte. Zur Saison 1993/94 wechselte er zum Zweitligisten FC Den Bosch. Zur Saison 1995/96 wechselte er zum Ligakonkurrenten SC Cambuur. Zur Saison 1996/97 wechselte Jansen nach Italien zum Zweitligisten US Salernitana. Für Salerno kam er zu 16 Einsätzen in der Serie B.
Zur Saison 1997/98 schloss er sich dem Drittligisten SS Ischia Isolaverde an. Im Januar 1998 zog er weiter zu Potenza Calcio. Nach zwei Jahren im Ausland kehrte der Angreifer zur Saison 1998/99 in die Niederlande zurück, wo er sich dem Zweitligisten TOP Oss anschloss. Für Oss absolvierte er 69 Partien in der Eerste Divisie, in denen er 43 Tore erzielte. Mit 30 Toren in 32 Einsätzen in der Saison 2000/01 wurde er Torschützenkönig in der zweiten Liga.
Daraufhin schaffte Jansen zur Saison 2001/02 wieder den Sprung in die Erstklassigkeit, er wechselte zum NEC Nijmegen. Die Form aus der zweiten Liga konnte er jedoch nicht mitnehmen, in 22 Einsätzen in der Eredivisie kam er nur auf zwei Saisontore. Zur Saison 2002/03 kehrte er dann wieder zum Zweitligisten Den Bosch zurück. Dort ging ihm wieder der Knoten auf, in der Saison 2002/03 traf er 20 Mal in 33 Saisonspielen, in der Saison 2003/04 wurde er mit 25 Toren in 33 Einsätzen Zweiter in der Torschützenliste hinter dem späteren Bundesliga-Star Klaas-Jan Huntelaar.
Zur Saison 2004/05 wagte Jansen dann nochmals den Sprung ins Ausland und wechselte zum österreichischen Bundesligisten Schwarz-Weiß Bregenz. Für die Bregenzer kam er zu 35 Einsätzen in der Bundesliga, in denen er zehn Tore machte. Mit Bregenz stieg er zu Saisonende allerdings aus der höchsten Spielklasse ab, woraufhin der Verein Konkurs ging und sich auflöste. Der Niederländer wechselte anschließend zur Saison 2005/06 zurück in seine Heimat zum Zweitligisten FC Zwolle. Für Zwolle kam er in zwei Spielzeiten zu 44 Zweitligaeinsätzen. Zur Saison 2007/08 schloss er sich dem unterklassigen RKSV Schijndel an, bei dem er nach einer Saison seine Karriere beendete.

### Nationalmannschaft
Jansen spielte 1993 für die niederländische U-21-Auswahl.